# 흥원 (무덤)
흥원(興園)은 대한민국 경기도 남양주시 화도읍에 위치한 대한제국 고종의 부친 흥선대원군 이하응(李昰應, 1820년 ~ 1898년)과 여흥부대부인 민씨(驪興府大夫人 閔氏, 1818년 ~ 1898년)의 묘이다.
1978년 10월 10일 경기도 기념물 제48호 흥선대원군묘(興宣大院君墓)로 지정되었다가, 2019년 6월 3일 흥원(흥선대원왕)[興園(興宣大院王)]으로 문화재 명칭이 변경되었다.

## 역사
1898년(광무 2년) 2월에 흥선대원군은 생전에 직접 터를 잡아두었던 경기도 고양군 공덕리(현재 서울특별시 마포구 염리동 서울디자인고등학교) 아소정 뒤뜰에 매장되었다. 1908년(융희 2년) 1월 29일(음력 1907년 12월 29일)에 경기도 파주 운천면 대덕동(현재 경기도 파주군 문산읍 운천리)으로 천봉(遷奉: 왕실의 묘를 이장하는 일)하면서 흥원(興園)으로 격상되었다. 천봉은 1907년(융희 1년) 11월 10일에 시작되어서 1908년(융희 2년) 2월 1일에 마무리되었다. 1966년에 흥원 일대에 미군 군사시설이 조성되면서 현재의 위치인 경기도 남양주시 화도읍 창현리로 다시 이장되었다.
흥선대원군묘 바로 옆에는 납골묘 형태의 운현궁 가족 묘지가 조성되어 있다. 묘역에는 흥선대원군의 증조부 낙천군 이온(洛川君 李縕, 1720년 ~ 1737년)과 부인 달성 서씨(達城 徐氏), 흥선대원군의 조부 은신군 이진(恩信君 李禛, 1755년 ~ 1771년)과 남양 홍씨(南陽 洪氏), 흥선대원군의 장남 흥친왕 이재면(興親王 李載冕, 1845년 ~ 1912년)과 부인 남양 홍씨(南陽 洪氏)·여주 이씨(驪州 李氏), 흥선대원군의 장손 영선군 이준용(永宣君 李埈鎔, 1870년 ~ 1917년)과 부인 남양 홍씨(南陽 洪氏)·광산 김씨(光山 金氏), 흥선대원군의 손자 이문용(李𪣢鎔, 1882년 ~ 1901년), 흥선대원군의 증손 이우(李鍝, 1912년 ~ 1945년)와 부인 박찬주(朴贊珠), 흥선대원군의 고손 이종(李淙, 1940년 ~ 1966년)이 매장되어 있다.

## 같이 보기
- 흥선대원군
- 여흥부대부인 민씨